# Сексуално насилие
Сексуалното насилие се състои в принуждаване на жертвата да върши неща в секса, които тя не желае и които я карат да се срамува или да се чувства неудобно. Изнасилването и принуждаването на жертвата да прави секс с други хора също са форма на сексуално насилие.
За упражняването различни форми на насилие – физическо, психическо и сексуално, до голяма степен играе роля икономическата зависимост там, където тя съществува. В много случаи това е основната причина, поради която зависимата страна не може да скъса връзката и да прекрати съжителството, в случай на системен тормоз.
Сексуалното насилие може да бъде част от домашното насилие.
Сексуалният тормоз, освен прякото физическо сексуално насилие, включва също така и формите на нежелано словесно, несловесно или физическо поведение, със сексуален характер, което има за цел или води до накърняване на достойнството на човека.